# 赵稀方
赵稀方（1964年—），安徽芜湖人，中国社会科学院研究员，中国社会科学院大学教授。

## 生平
1985年毕业于安徽师范大学中文系。1998年于中国社会科学院研究生院获文学博士学位。曾先后在英国剑桥大学和美国哈佛大学做访问研究。现任中国社会科学院文学研究所二级研究员、博士生导师。

## 学术贡献
主要从事港台文学、后殖民理论、翻译史等领域研究工作。主持国家社科基金重点项目等课题多项，担任国家社科基金重大项目“香港文艺期刊史料长编”首席专家。

## 社会兼职
中国世界华文文学学会副会长，中国比较文学翻译研究会副会长，国家社会科学基金学科评审组专家。

## 著作

### 专著
- 《存在与虚无》（1999年，金城出版社）
- 《小说香港》（2003年，三联书店北京）
- 《翻译与新时期话语实践》（2003年，中国社会科学出版社）
- 《后殖民理论与台湾文学》（2009年，台湾人间出版社）
- 《后殖民理论》（2009年，北京大学出版社）
- 《中国翻译文学史》（新时期卷）（2009年，百花出版社）
- 《翻译现代性》（2012年，百花出版社）
- 《历史与理论》（2014年，花城出版社）
- 《小说香港：文化身份与城市经验》（2018年，三联书店香港）
- 《翻译与现代中国》（2018年，复旦大学出版社）
- 《报刊香港》（2019年，三联书店香港）

### 译著
- 《黄金法则》（H．T．D．罗斯特著，2000年，华夏出版社）
- 《人文科学导论》（狄尔泰 著，2004年，华夏出版社）
- 《白色神话》（罗伯特·J·C·扬 著，2014年，北京大学出版社）
- 《后殖民经典译丛》（2014年，北京大学出版社）